# Стукалов, Анатолий Андреевич
Анато́лий Андре́евич Стука́лов (3 апреля 1991, Одесса) — российский и казахстанский футболист, защитник. Воспитанник московского футбола.

## Карьера
Свою карьеру Анатолий начинал в молодёжной команде московского ЦСКА. В 2011 году перешёл в «Тобол» из Костаная, в котором отыграл 4 матча в казахстанской Премьер-Лиге. В 2012 году перебрался в «Туран», в составе которого провёл 11 матчей в азербайджанской Премьер-лиге. В сентябре 2014 года перешёл в тульский «Арсенал-2». Ныне работает в Национальной студенческой футбольной лиге.